# 東洋朝日丸・日出丸
東洋朝日丸・日出丸（とうよう あさひまる・ひでまる）は、昭和期に活躍した浪曲漫才の兄弟漫才コンビ。
テーマ曲は「♪ ハァ～ さあさ 歌おうよ～ 朗らかに～ 月もほんのり浪花の空に～ 唄と～ 笑いの～ リズムに乗せてぇ～ 時間来るまぁ～で務めましょう」。

## メンバー
- 東洋 日出丸（とうよう ひでまる、1930年6月14日 - 1989年12月11日）- バンジョーウクレレ、ボケ担当、兄

本名：日浦秀雄。6歳で梅中軒鶯童に預けられ、翌年ドサの宮川右近の一座に入り宮川右近坊（みやがわうこんぼう）を名乗る。天才少年浪曲師と讃えられ、横浜歌舞伎座にて10歳で日出丸を襲名。弟とは別の一座を組み、同じく中国地方を回っていた。まんまるとした顔が特徴で、サスペンダーの吊り上げが定番ギャグ。浪花歌笑門下の2代目浪花小町は孫。
- 東洋 朝日丸（とうよう あさひまる、1933年12月24日 - 1986年7月1日）- ギター、ツッコミ担当、弟

本名：日浦良夫。兄に従い、東洋富士丸（とうようふじまる）の名で13歳で初舞台、18歳より三門博門下。23歳で一座を旗揚げし、主に中国地方を巡業していた。1986年7月1日、胃がんのため松原市の病院で死去。

## 概説
- 共に山口県岩国市出身、育ちは大阪。父は浪曲師・広沢駒治、母・広沢八千代、姉が一人。
- 1963年にコンビを結成、当時の浪曲では数少ない花月（吉本）系である。ギターとバンジョーウクレレの珍妙な取り合わせで、曾我物を得意にした。痩躯の朝日丸が気合を込めて一節唸っていると、太目でボケの日出丸が変な間で合いの手を入れたり、ちょっかいを出したりで笑いを取った。
- 浪曲人気の退潮に伴い、末期には節を語らず、所狭しと舞台を走り回るどたばた（スラップスティック）系の漫才に転向した[2]。
- 澤田隆治は漫才ブームの火が尽き始めたころ、東京で同じような芸風の玉川カルテットが売れているのに目を付け売り出そうとしたが(1980年5月、「花王名人劇場・吉本漫才オールスター東京へ殴り込み」として10組の漫才師が国立劇場に出演）、東京の不慣れな劇場、若い客層になじめず、あがってしまい不発に終わった[3]。
- 1986年5月23日、なんば花月出演中に朝日丸が心臓発作に襲われたため[4]、日出丸は同年12月より河内音頭の日乃出家日吉丸と暫時『日吉丸・日出丸』で活動する一方、当時小学生だった六男をアニ丸と名付けて猛特訓し、翌年には親子コンビ『日出丸・アニ丸』で再出発したが、1988年のうめだ花月九月中席を最後に日出丸も病に倒れ、復帰叶わず翌年没した。
- ビートたけしは『ビートたけしのオールナイトニッポン』の中で「大阪に凄い売れてないけど凄い芸人がいる」とネタにしていた。
- 日出丸は取材など受けると「わて、売れてまへんけど、村田英雄と同期でんねん。」とよく自慢していた。また三波春夫は南條文若と名乗っていたころから知遇を得ていたが後に大阪で春夫がリサイタルを行なった際楽屋見舞いに行ったら「お宅ら知りまへんな」と突き返されたエピソードがある。
- ゴンチチのチチ松村は晩年の日出丸をライブにゲストに呼び、愛用していた楽器を譲り受けている。

## エピソード
- うめだ花月の楽屋で、漫才師の阿吾十朗（のちに今日規汰代と組んだ）が頼んだ中華そばを食べ、十朗はネギとチャーシューが嫌いだったので、それをごみ箱に捨てていたが、朝日丸の鬘の中に間違って捨ててしまった事がある。朝日丸はそれに気づかず鬘をかぶって舞台に出たが、終盤で頭からネギとチャーシューがずり落ちてきて、客が「あ、ネギだ！」と言ったという。晩年は兄弟で髪が薄くなり、ハゲを隠すために鳥打帽を被って舞台に上がったりもした。

## レコード
- 東洋朝日丸・日出丸「河内破れ傘」
- 東洋朝日丸「浪花の勝負師」
- 東洋日出丸「夫婦坂」
- 東洋朝日丸  現代浪曲シリーズ／笹沢左保原作 木枯し紋次郎 赦免花は散った （キングレコード、1971年）

## 註
1. ↑  朝日新聞、1986年7月2日朝刊「東洋朝日丸氏死去」
2. ↑  ラジオ局が放送用に収録する際、困難だったほど。
3. ↑  難波利三 小説吉本興業
4. ↑  最期は「アニキ、もうがんばれんわ、すまん」と言い残したという。